# الاحتلال الإيراني للأهواز
الاحتلال الإيراني للأهواز  (من سنة 1925م - إلى الآن)، وهو احتلال قامت به إيران عام 1925م على الدولة الكعبية في منطقة الأهواز، وقامت بإسقاط آخر حاكم للدولة الكعبية وهو خزعل بن جابر الكعبي. وتعد الأهواز منطقة غنية جدًا بالنفط، إذ أن 10٪؜ من النفط العالمي يُنتج من منطقة الأهواز. وهو أكبر من الإنتاج النفطي لدولة الكويت ودولة الإمارات. وهذا يفسّر وصف الرئيس الإيراني محمد خاتمي في مقولته: «إيران با خوزستان زنده است» ومعناها: «إيران تحيا بخوزستان».[بحاجة لمصدر أفضل]

## التاريخ السياسي للأهواز العربية
منذ انتصار المسلمين على الإمبراطورية الساسانية الفارسية في معركة القادسية، وإقليم الأهواز تحت حكم الخلافة الإسلامية ويتبع لولاية البصرة إلى أيام الغزو المغولي، ومن بعدها نشأت الدولة المشعشعية العربية في الأهواز واعترفت بها الدولة الصفوية والدولة العثمانية دولة مستقلة إلى أن نشأت الدولة الكعبية (1724-1925م) وحافظت على استقلالها حتى سقوطها على يد الشاه بهلوي. ففي عام 1920 م اتفقت إيران مع بريطانيا على إقصاء أَمير الأهواز وضم الإقليم إلى إيران، حيث منح البريطانيون الدولة الغنية بالنفط إلى إيران بعد اعتقال الأمير خزعل بن جابر الكعبي، وبعدها أصبحت الأهواز محل نزاع إقليمي بين العراق وإيران وأدى اكتشاف النفط في الأهواز وبالأخص في مدينة عبّادان الواقعة على الخليج العربي مطلع القرن العشرين إلى تكالب القوى المتعددة للسيطرة عليها.

## الاحتلال الإيراني
دخل الجيش الإيراني مدينة المحمرَّة بتاريخ 1925م لإسقاطها وإسقاط آخر حكام الدولة الكعبية وهو خزعل بن جابر الکعبي وكان قائد القوات الإيرانية آنذاك رضا خان. ويعد السبب الأقوى لاحتلال إيران لهذه المنطقة إلى كونها غنية بالموارد الطبيعية من النفط والغاز ويوجد فيها الأراضي الزراعية الخصبة حيث يصب فيها أحد أكبر أنهار المنطقة وهو نهر كارون الذي يسقي السهول الزراعية الخصبة. فمنطقة الأهواز هي المُنْتِجُ الرئيسي للمحاصيل الزراعية في إيران مثل السكر والذرة، وتساهم الموارد المتواجدة في منطقة الأهواز بحوالي نصف الناتج القومي لإيران وأكثر من 80% من قيمة الصادرات. والأهواز تعدُّ من أغنى المناطق على وجه الأرض بالثروات الطبيعية الهائلة النفطية والزراعية والمائية؛ لكونها تصب في مياه الخليج العربي.

## الخطط الإيرانية لتفريس منطقة الأهواز
تسعى إيران حتى اليوم إلى الفرسنة السكانية عبر زيادة نسبة غير العرب في الأهواز وتغيير الأسماء العربية الأصلية للمدن والبلدات والأنهار وغيرها من المواقع الجغرافية في منطقة الأهواز. فمدينة المحمرَّة على سبيل المثال أصبح اسمها (خرم شهر) وهي كلمة فارسية بمعنى "البلد الأخضر". فطالت عمليات تغيير الطابع العربي كافة جوانب الحياة في الأهواز بعد الاحتلال الإيراني وكان هدفها فرض الثقافة الفارسية فكان على رأس الممنوعات التي أقرَّها الاحتلال الإيراني عدم التحدث باللغة العربية في الأماكن العامة ومن يخالف ذلك الأمر يتعرض للعقاب. فقررت إيران بأن تكون مناهج الدراسة في المدارس باللغة الفارسية فقط ولا يجوز التحدث بأي لغة أخرى ويُمنع الأهوازيون من تسمية مواليدهم بأسماء عربية ومن لبس الزي العربي واستبداله باللبس الإيراني الفارسي.

### الخطط الإيرانية لمحاربة ومنع اللغة العربية
لما وجدت الحكومة الإيرانية في طهران مقاومة عربية عنيفة قررت استعمال أساليب غير مباشرة لإرغام شعب الأهواز على ترك اللغة العربية فغيّرت أسماء المناطق العربية بأسماء فارسية، فمدينة الحويزة أصبحت (دشت ميشان)، والخفاجية أصبحت (سوسنكرد)، والصالحية أصبحت (اندميشك)، وميناء خور عبدالله أصبح (ميناء بندر شاهبور)، وغيرهم. وكان من أساليب التفريس وتغييب اللغة العربية التي يمارسها الاحتلال الإيراني على شعب الأهواز ما قامت به طهران بإصدار جريدة في مدينة المحمرَّة سميت بجريدة خوزستان، تصدر باللغة الفارسية ويُلزم أبناء الأهواز بشرائها وقراءتها وتم منع تداول المطبوعات العربية ومن يقوم بتداولها يُعاقب في المحكمة باعتبارها من المحرمات التي يعاقب عليها القانون. ومن جملة التفريس الاستيلاء على جميع المكتبات الخاصة ونقل محتوياتها إلى داخل إيران كما تم إتلاف الكثير منها ورميها في نهر كارون، وتم إغلاق مطبعة مدينة المحمرَّة خشية طبع الكتب العربية فيها أو طبع النشرات المعادية للاحتلال الإيراني وأغلقت المكتبات التي تبيع المطبوعات العربية وتمت مصادرة محتوياتها والتنكيل بأصحابها. ومنها رفض جميع المعاملات إن لم تكن باللغة الفارسية ويتم منع مراجعة الشخص في الدوائر الحكومية إن لم يكن الحديث مع الموظفين باللغة الفارسية ولا تقبل شهادة أي عربي في المحاكم إن لم يتكلم الفارسية ولا يجوز أن تقبل المحاكم أي مترجم عن العرب أمامها، ومن ضمن الأساليب منع أي عربي من الالتحاق بوظيفة حكومية ما لم يثبت اجادته للغة الفارسية، وقد أدَّى هذا الإجراء إلى تعرض الكثير من أبناء الأهواز الذين يرفضون التحدث بالفارسية إلى الخروج من الأهواز.

## رسالة الوفد الأهوازي إلى أمين جامعة الدول العربية
| الاحتلال الإيراني للأهواز | معالي الأمين العام لجامعة الدول العربية الموقرة، السيد عمرو موسى حفظه الله. السلام عليكم ورحمة الله وبركاته. تحية العروبة وبعد: معالي الأمين العام لجامعة الدول العربية الموقرة: إن المخالفات التي ارتكبتها – ولا تزال – الأنظمة المتعاقبة على دفة الحكم في إيران منذ عام 1925 حتى يومنا هذا تجاه شعب وأرض الأهواز، قد يستحيل حصرها في رسالتنا هذه، ولكننا نحاول درجها تحت العناوين الكبيرة التالية وهي: 1. المحاولات الإيرانية الجادة لمحو الهوية العربية في الأهواز، وحرمان الشعب العربي الأهوازي من التمتع بالدراسة والتعليم باللغة العربية وحرمانه حتى من تسمية المواليد الجدد بأسماء عربية، وكذلك حرمانه من الاحتفال بالمناسبات والأعياد الإسلامية. 2. اقتطاع أجزاء كبيرة من القُطْر العربي الأهوازي وإلحاقها بالأقاليم الإيرانيّة المجاورة. 3. التمييز العنصري في الأهواز بين العرب وهم السكان الأصليين، وبين الفرس المهاجرين. 4. مواصلة الدولة الإيرانيّة في بناء المستوطنات الفارسيّة في الأهواز، وسلب الأراضي العربيّة ومنحها للفرس المهاجرين. 5. نهب كافة الثروات الباطنيّة لأرض الأهواز، أهمّها الكميّات الهائلة من النفط الذي يشكل 10%؜ من إجمالي الصادرات النفطيّة للعالم، إضافة إلى كميّات كبيرة من الغاز الطبيعي وثروات طبيعيّة أخرى، ولم يحصل الشعب العربي الأهوازي على أي شيء من عائداتها. 6. إنشاء مختلف المشاريع الواهية في الأهواز، على أساس أنها مشاريع وطنيّة إيرانيّة بغية سلب المزيد من الأراضي وتكريس الاحتلال. 7. جرّ مياه الأنهار الأهوازية إلى المناطق الفارسيّة، وتلويث العديد منها، الأمر الذي أدى إلى قطع أرزاق الآلاف من المواطنين الأهوازيين وإصابة آلاف آخرين بمختلف الأمراض التي لم يشهدها القُطْر من قبل، ويأتي ذلك ضمن حملة الإبادة الجماعيّة والتطهير العرقي التي شنتها الدولة الإيرانيّة على الشعب العربي الأهوازي. 8. إهدار كافة الحقوق والحريّات المدنية للمواطنين الأهوازيّين، كالحق في الرعاية الصحيّة والحق في التقاضي والحريّة الدينيّة وحق الملكيّة والحق في التعليم والحق في العمل وحريّة الإقامة والتنقل. 9. قيام الدولة الإيرانيّة بارتكاب الجرائم اليوميّة وشن حملات الاعتقالات واسعة النطاق في صفوف المواطنين الأهوازيين العزّل وتعذيبهم حتى الموت، وكذلك حملات الإعدام المتكرّرة أمام مرأى ومسمع العالم أجمع. معالي الأمين العام لجامعة الدول العربية الموقرة: طال أمد صبر الشعب العربي الأهوازي وصموده الأسطوري أمام الهجمة الإيرانيّة العنصريّة الشرسة، فعلّقَ شعبنا الأبي الكثير من الآمال على جامعة الدول العربيّة الموقرة وتوجه إليها بالعديد من الرسائل، إلا انه -للأسف الشديد- لم يحصل على الرد المرضي والمطلوب، ممّا جعله يخوض نضاله المرير ضدّ الدولة الإيرانيّة المتغطرسة وآلتها العسكريّة الطاحنة بمفرده، دون تلقّي أدنى دعم أو مساندة من قِبَل أشقائنا العرب. ونخشى ما نخشاه بان قيام أشقائنا العرب بإدارة ظهرهم لقضيتنا العربيّة العادلة والمشروعة، قد يؤدي إلى تقليص هذه الآمال، الأمر الذي سيولد شعوراً لدى المواطنين الأهوازيين بعدم رغبة العرب بتحمّل مسؤولياتهم القوميّة والتاريخيّة تجاه الواقع المأساوي الذي يعيشه الشعب العربي الأهوازي، وما ينجم عنه من ردّة فعل قد تؤدي بدورها إلى تصرّفات خاطئة في التوجه إلى جهات معادية للدول العربية الشقيقة، خاصة وان الأهواز أصبحت مؤخراً محط اهتمام العديد من الدول الطامعة في منطقتنا العربيّة. إن استمرار بقاء الوضع الراهن في الأهواز، يتنافى ما ينصّ عليه ميثاق جامعة الدول العربية الذي يؤكد على الدفاع العربي المشترك، ويشكّل خطورة بالغة على أمن واستقرار المنطقة برمّتها، خاصةً وان الدولة الإيرانيّة تستغل هذا القُطْر الحيوي الذي يشكل الجسر الرابط بين الوطن العربي وآسيا الصغرى لأغراض عدائية تجاه الأمة العربية، ويتبيّن ذلك جلياً من خلال تدخلها السافر في العراق وكذلك في الشؤون الداخلية للدول العربية في الخليج العربي، وانتهاج سياسة ترويج المخدرات والانحراف الديني الذي يعد اخطر أنواع الإرهاب الفكري. وانطلاقاً من إيماننا التام بعدالة قضيتنا الأهوازيّة، وقناعتنا الثابتة بالأهداف النبيلة التي تأسست من أجلها جامعة الدول العربية الموقرة، يتوجه الوفد الوطني العربي الأهوازي إلى معاليكم بالطلب بمنح القُطْر العربي الأهوازي السليب مقعداً في جامعة الدول العربية للمشاركة في كافة المحافل العربية والإقليمية والدولية لرفع سقف قضيتنا –وقضيتكم– العربية الأهوازية العادلة والمشروعة. | الاحتلال الإيراني للأهواز |